# Château de Chazelet
Le château de Chazelet se situe sur la commune de Chazelet dans le département de l'Indre en région Centre-Val de Loire. C'est un château fort entouré de douves en eau, flanqué de cinq tours rondes et d'une tour carrée avec meurtrières et mâchicoulis.

## Histoire

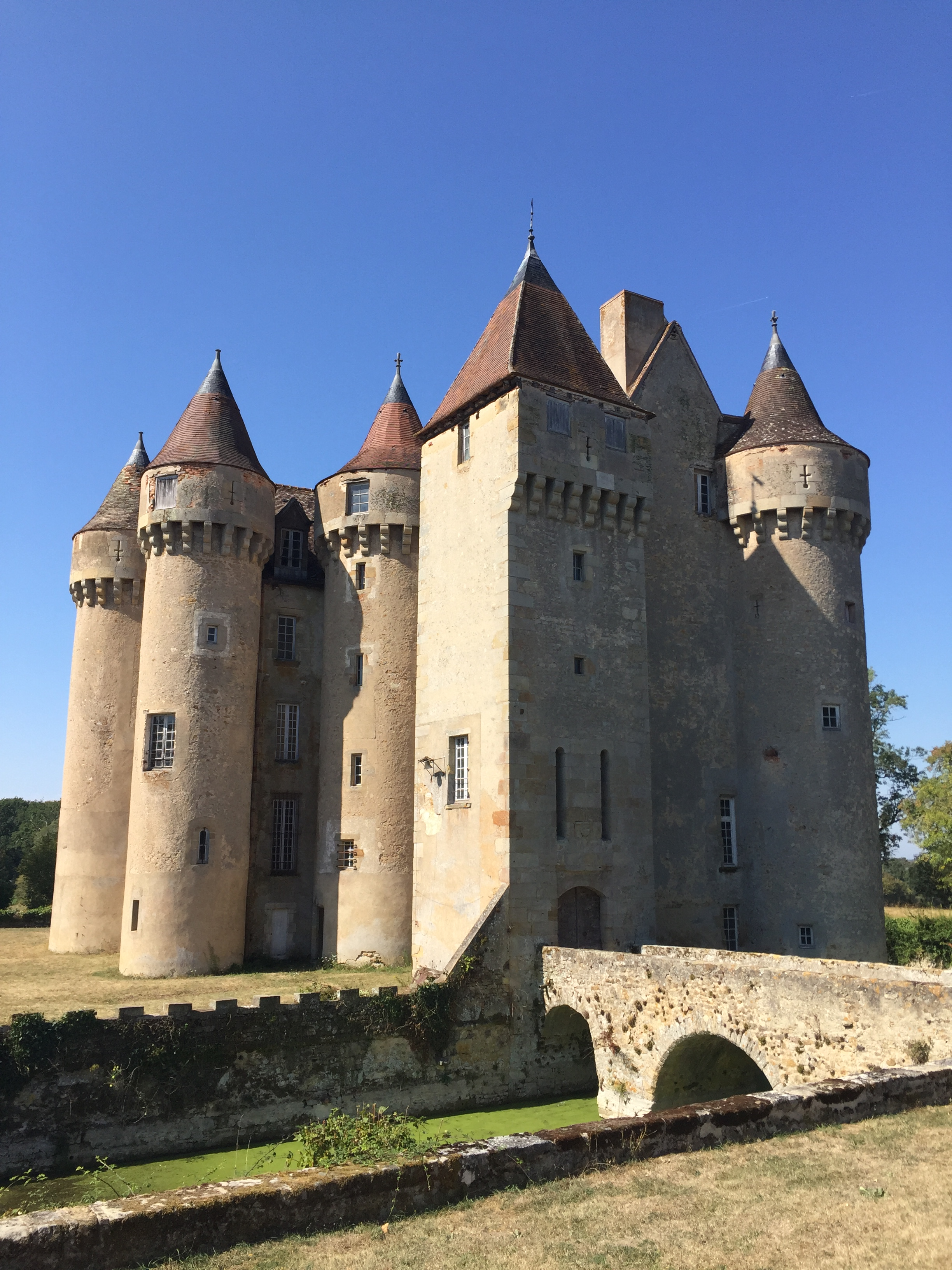
Château de Chazelet.

Le château de Chazelet a été construit vers le milieu du XVIe siècle par François Pot, seigneur de Chassingrimont. Ses origines remontent au XIIIe siècle. Le premier seigneur connu serait Imbert de Gueret en 1285 avant de passer dans la famille des comtes de Brosse.
Les familles Pot, de la Trémoille, d'Aubusson, Verthamon, de Turpin Crissé, de Douhault se succéderont entre le XVIe siècle et le XVIIIe siècle.
- L'affaire mystérieuse de la marquise de Douhault

Le château de Chazelet sera le théâtre de l'affaire de la Marquise de Douhault, dîte la fausse marquise, laquelle fera l'objet d'un procès qui débutera au moment de la Révolution française et durera près de 40 ans. De nombreux auteurs, tels que Wilkie Collins avec La Femme en blanc et Geoges Lenôtre avec La Femme sans nom retraceront et s'inspireront de cette affaire criminelle.
- Alexandre Dumas et le château

Alexandre Dumas publiera deux romans, Le Docteur mystérieux, suivi de La Fille du marquis, dont l'intrigue se déroule autour du château de Chazelet. Alexandre Dumas visitera le propriétaire du château le comte de Tilière à plusieurs reprises et se verra offrir une tapisserie de soie et d'argent représentant la femme à la licorne, qu'il cédera à Victor Hugo quelques années plus tard.

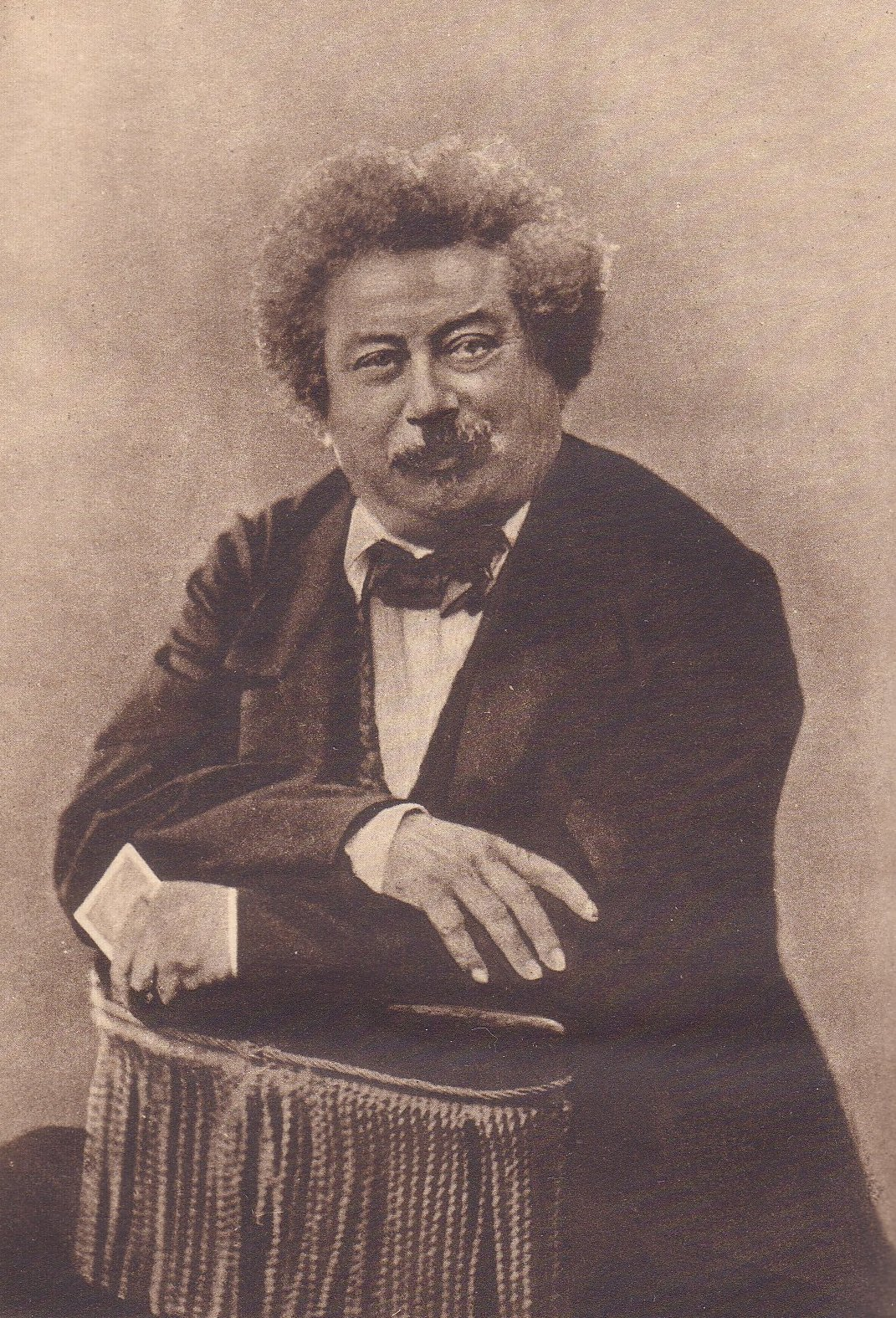
Alexandre Dumas.

- Le premier pont en béton armé au monde

Dans les années 1860, l'architecte Alfred Dauvergne travailla à moderniser l'ancien château du XVe siècle. Le propriétaire de l'époque, le comte Taupinart de Tilière, souhaitait construire un pont supplémentaire sur les douves. Dauvergne proposa un pont métallique mais le propriétaire choisit de lui faire réaliser un pont en ciment armé dont Joseph Monier venait de déposer le brevet d'invention. Monier vint donc en 1875, réaliser à Chazelet ce qui fut le premier pont réalisé en béton armé au monde .

### Liens externes

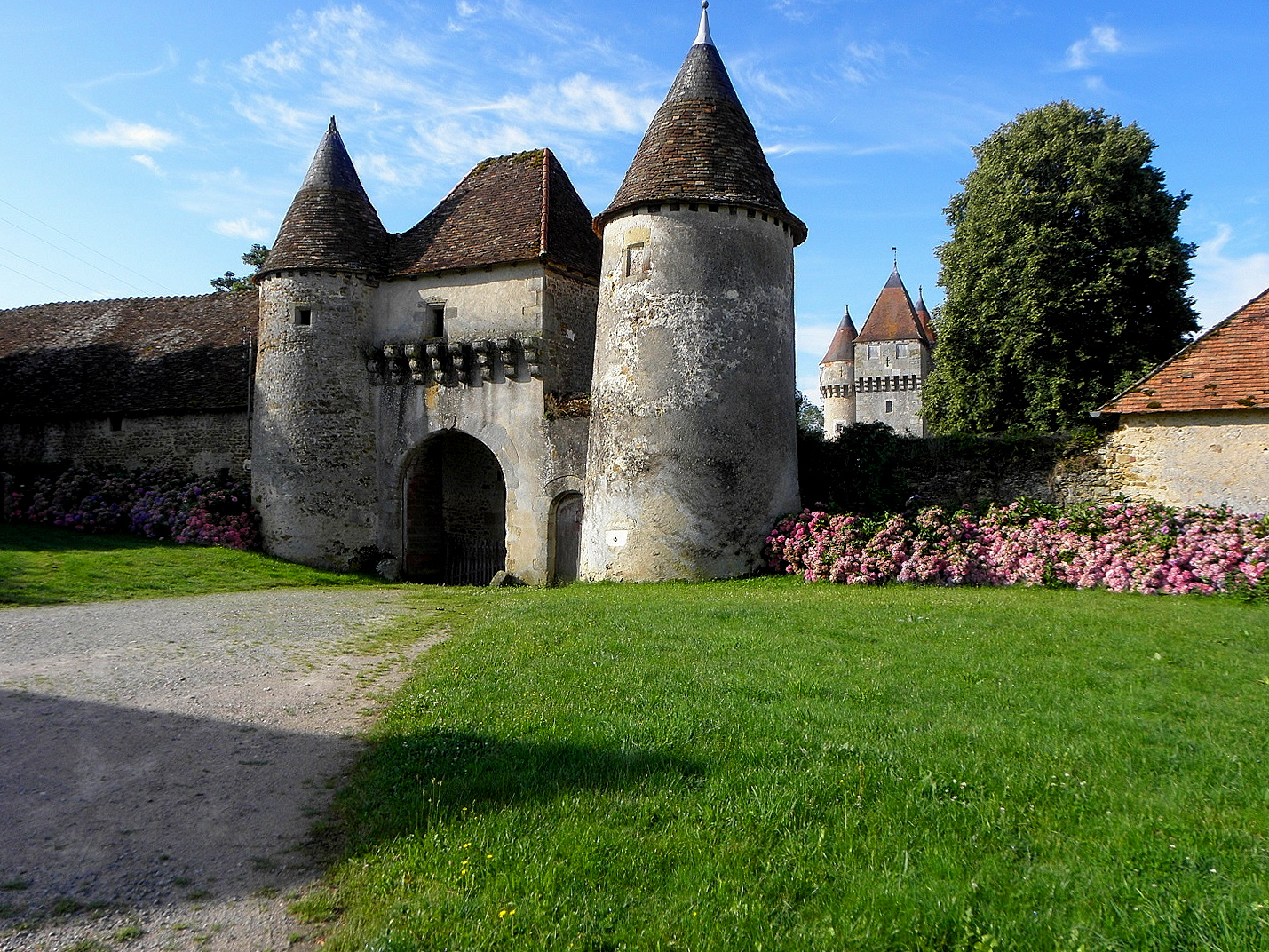
Chatelet d'entrée du château de Chazelet